# Setodes baccatus
Setodes baccatus är en nattsländeart som beskrevs av Douglas E. Kimmins 1957. Setodes baccatus ingår i släktet Setodes och familjen långhornssländor. Inga underarter finns listade i Catalogue of Life.